# Kenyon Green
Kenyon Green (geboren am 15. März 2001 in Humble, Texas) ist ein US-amerikanischer American-Football-Spieler, der als Guard eingesetzt wird. Er spielte College Football für die Texas A&M Aggies und wurde im NFL Draft 2022 von den Houston Texans ausgewählt. Seit 2025 steht er bei den Philadelphia Eagles unter Vertrag.

## College
Green besuchte die Atascocita High School in seiner Heimatstadt Humble, Texas, und spielte dort erfolgreich Football. Er galt als einer der besten Spieler seines Abschlussjahrgangs auf seiner Position sowie in seinem Bundesstaat und erhielt Stipendienangebote von zahlreichen renommierten College-Football-Programmen.
Ab 2019 ging Green auf die Texas A&M University, um College Football für die Texas A&M Aggies zu spielen. Er stand als Freshman von Beginn an in der Stammformation und bestritt 13 Spiele als Right Guard. In seinem zweiten Jahr am College wechselte Green auf die Position des Left Guards und kam in 10 Partien von Beginn an zum Einsatz. Er wurde als Consensus All-American sowie als offensiver MVP seines Teams ausgezeichnet.
In der Saison 2021 war Green einer der Teamkapitäne und kam in zwölf Spielen auf allen Positionen der Offensive Line außer Center zum Einsatz, nachdem er als Right Tackle in die Saison gegangen war. Er wurde in das All-Star-Team der Southeastern Conference (SEC) sowie erneut zum Consensus All-American gewählt, womit er der erste Spieler der Aggies seit Pat Thomas 1974 und 1975 war, dem dies zweimal gelang. Zudem wurde erneut als Offensive MVP bei den Aggies ausgezeichnet. Nach der Saison 2021 gab Green seine Anmeldung für den NFL Draft 2022 bekannt.

## NFL
Green wurde im NFL Draft 2022 an 15. Stelle von den Houston Texans ausgewählt. Einen Teil der Vorbereitung auf seine erste NFL-Saison verpasste er wegen einer Gehirnerschütterung. Ab dem zweiten Spieltag war Green Starter auf der Position des Left Guards. Er bestritt daraufhin 14 Spiele als Starter, zwei Partien verpasste er verletzungsbedingt. Wegen einer Schulterverletzung wurde Green vor Beginn der Saison 2023 auf die Injured Reserve List gesetzt, womit die Spielzeit für ihn vorzeitig endete. In der Saison 2024 verlor Green infolge mangelnder Leistung seine Position als Starter.
Im März 2025 gaben die Texans Green zusammen mit einem Fünftrundenpick 2026 im Austausch gegen Safety C. J. Gardner-Johnson und einen Sechstrundenpick 2026 ab.